# Kozo Arai
Kozo Arai, född 24 oktober 1950 i Hiroshima prefektur, Japan, är en japansk tidigare fotbollsspelare.